# 馬馬迪·尤拉
馬馬迪·尤拉（英語：Mamady Youla；1961年—），是一名几内亚政治人物。
尤拉曾在2004年至2015年擔任一家阿聯酋礦業公司——幾內亞氧化鋁公司的常務董事。總統阿尔法·孔戴於10月11日的總統選舉贏得第二個任期後，就在2015年12月26日任命尤拉為几内亚总理，並在12月29日就任。幾內亞政府褒揚的尤拉業務經驗，指出任命尤拉反映了總統孔戴注重促進就業和私人企業發展。